# Armenia en los Juegos Paralímpicos de Pyeongchang 2018
Armenia estuvo representada en los Juegos Paralímpicos de Pyeongchang 2018 por un deportista masculino. El equipo paralímpico armenio no obtuvo ninguna medalla en estos Juegos.